# Chigny (Vaud)
Chigny es una comuna suiza situada en el cantón de Vaud, en el distrito de Morges. Tiene una población estimada, a fines de 2021, de 405 habitantes.
Limita al oeste y norte con la comuna de Vufflens-le-Château, al este con Morges, al sur con Tolochenaz, y al suroeste con Lully.
Hasta el 31 de diciembre de 2007 la comuna formó parte del círculo de Colombier.